# بورات لیتیم
بورات لیتیم (به انگلیسی: Lithium borate) با فرمول شیمیایی Li۲B۴O۷ یک ترکیب شیمیایی است؛ که جرم مولی آن 169.11 g/mol می‌باشد. شکل ظاهری این ترکیب، پودر سفید است.